# Lista localităților din provincia Yalova

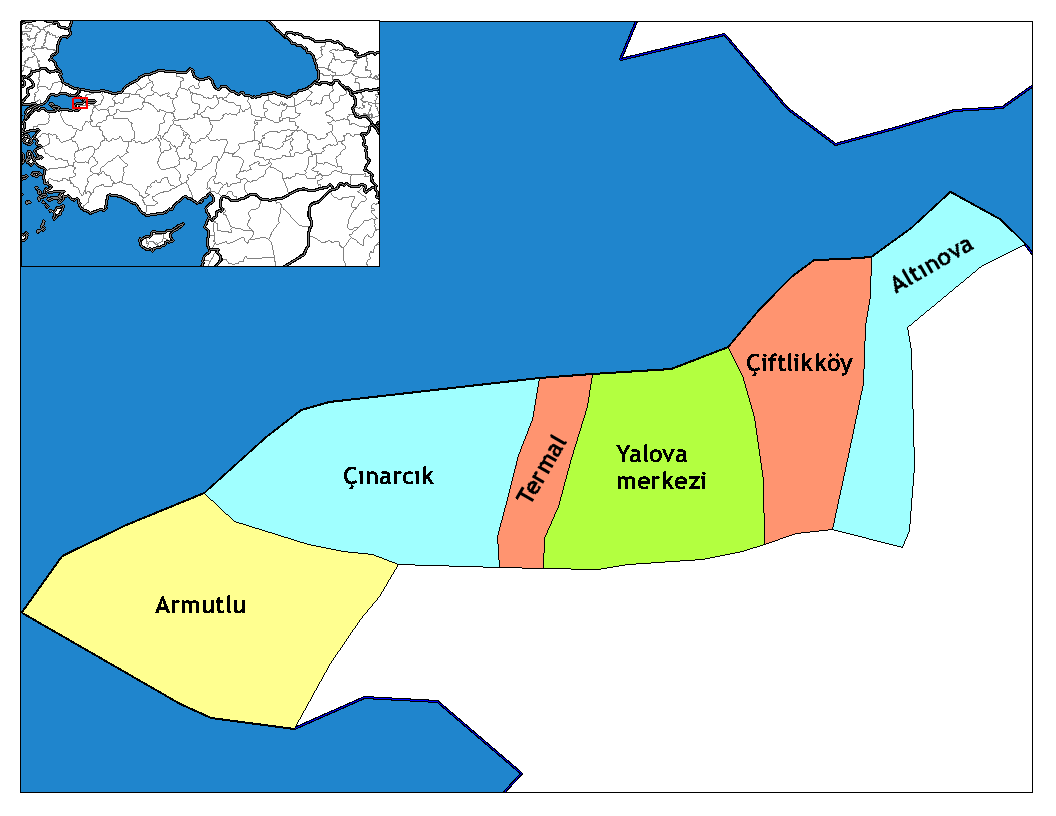
Provincia Yalova

Aceasta este lista localităților din Provincia Yalova, Turcia, după districte. În secțiunile de mai jos, prima localitate din fiecare listă este centrul administrativ al districtului.

## Yalova
- Yalova
- Elmalık, Yalova
- Esadiye, Yalova
- Güneyköy, Yalova
- Hacımehmet, Yalova
- Kadıköy, Yalova
- Kazımiye, Yalova
- Kirazlı, Yalova
- Kurtköy, Yalova
- Safran, Yalova
- Samanlı, Yalova
- Soğucak, Yalova
- Sugören, Yalova

## Altınova
- Altınova
- Ahmediye, Altınova
- Aktoprak, Altınova
- Çavuşçiftliği, Altınova
- Fevziye, Altınova
- Geyikdere, Altınova
- Havuzdere, Altınova
- Hersek, Altınova
- Karadere, Altınova
- Kaytazdere, Altınova
- Örencik, Altınova
- Sermayecik, Altınova
- Soğuksu, Altınova
- Subaşı, Altınova
- Tavşanlı, Altınova
- Tevfikiye, Altınova
- Tokmak, Altınova

## Armutlu
- Armutlu
- Fıstıklı, Armutlu
- Hayriye, Armutlu
- Kapaklı, Armutlu
- Mecidiye, Armutlu
- Selimiye, Armutlu

## Çınarcık
- Çınarcık
- Çalıca, Çınarcık
- Esenköy, Çınarcık
- Kocadere, Çınarcık
- Koru, Çınarcık
- Ortaburun, Çınarcık
- Şenköy, Çınarcık
- Teşvikiye, Çınarcık

## Çiftlikköy
- Çiftlikköy
- Burhaniye, Çiftlikköy
- Çukurköy, Çiftlikköy
- Denizçalı, Çiftlikköy
- Dereköy, Çiftlikköy
- Gacık, Çiftlikköy
- İlyasköy, Çiftlikköy
- Kabaklı, Çiftlikköy
- Kılıç, Çiftlikköy
- Laledere, Çiftlikköy
- Taşköprü, Çiftlikköy

## Termal
- Termal
- Akköy, Termal
- Yenimahalle, Termal